# Dacus delicatus
Dacus delicatus är en tvåvingeart som beskrevs av Munro 1939. Dacus delicatus ingår i släktet Dacus och familjen borrflugor. Inga underarter finns listade i Catalogue of Life.